# Patrick Vernet
Patrick Vernet est un pilote de rallye originaire de l'Aveyron. 

## Carrière
Il concourt dans les années 1980-90 sur Peugeot 104 ZS, Talbot Samba Rallye, Peugeot 205 GTI, Renault 5 GT Turbo, Peugeot 309 16 S, et Renault Clio Williams. 
Il anime également les formules de promotions Renault et Peugeot, de 1988 à 1993.

## Titre
- Champion de France 2e division en 1992, au volant d'une 309 16 S de l'équipe Peugeot-Talbot sport.

## Quelques victoires
- Rallye Ain-Jura: 1992, copilote Yves Bouzat;

...